# Champagnac-le-Vieux
Champagnac-le-Vieux è un comune francese di 244 abitanti situato nel dipartimento dell'Alta Loira della regione dell'Alvernia-Rodano-Alpi.

## Note

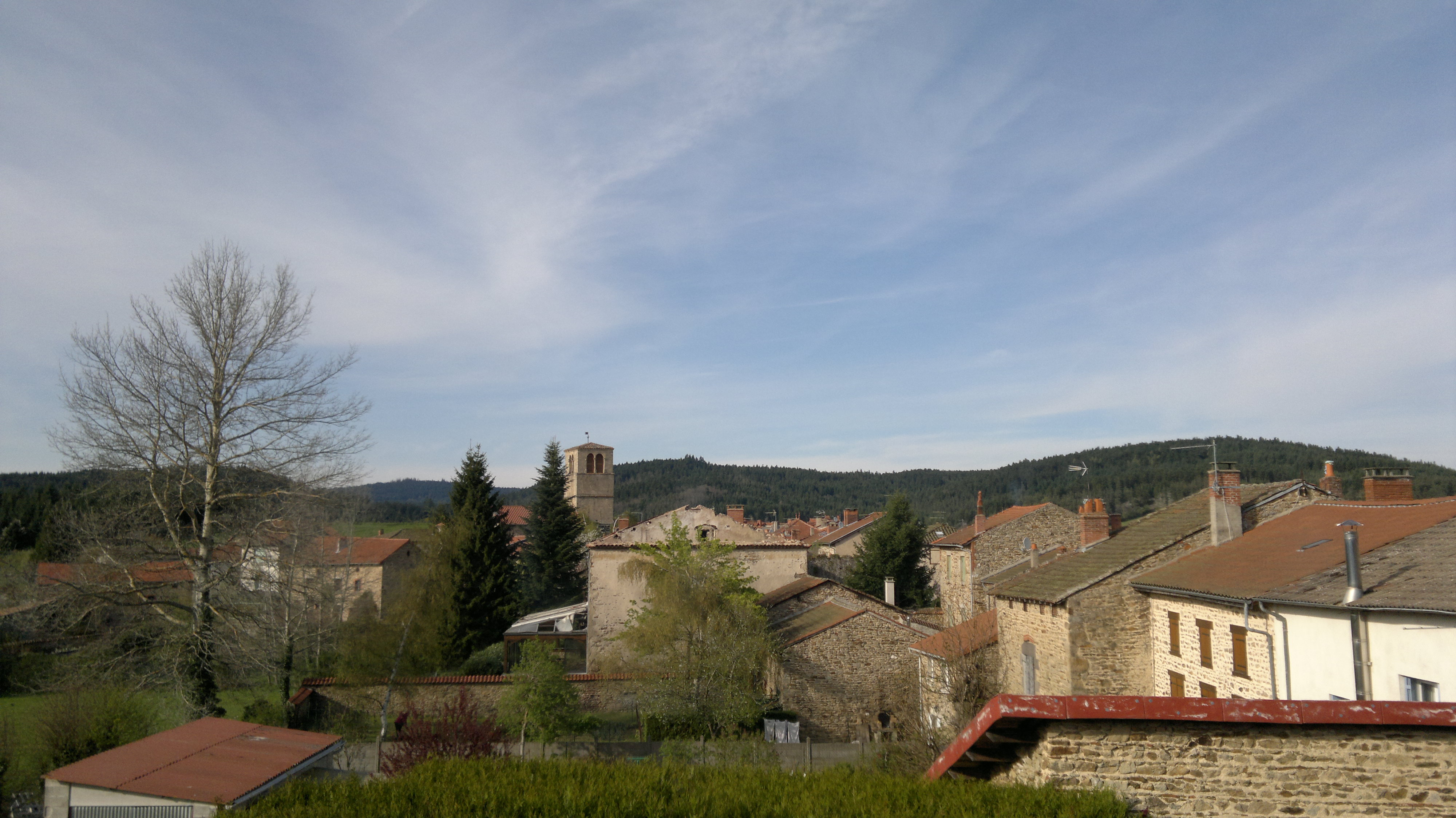
Champagnac-le-Vieux

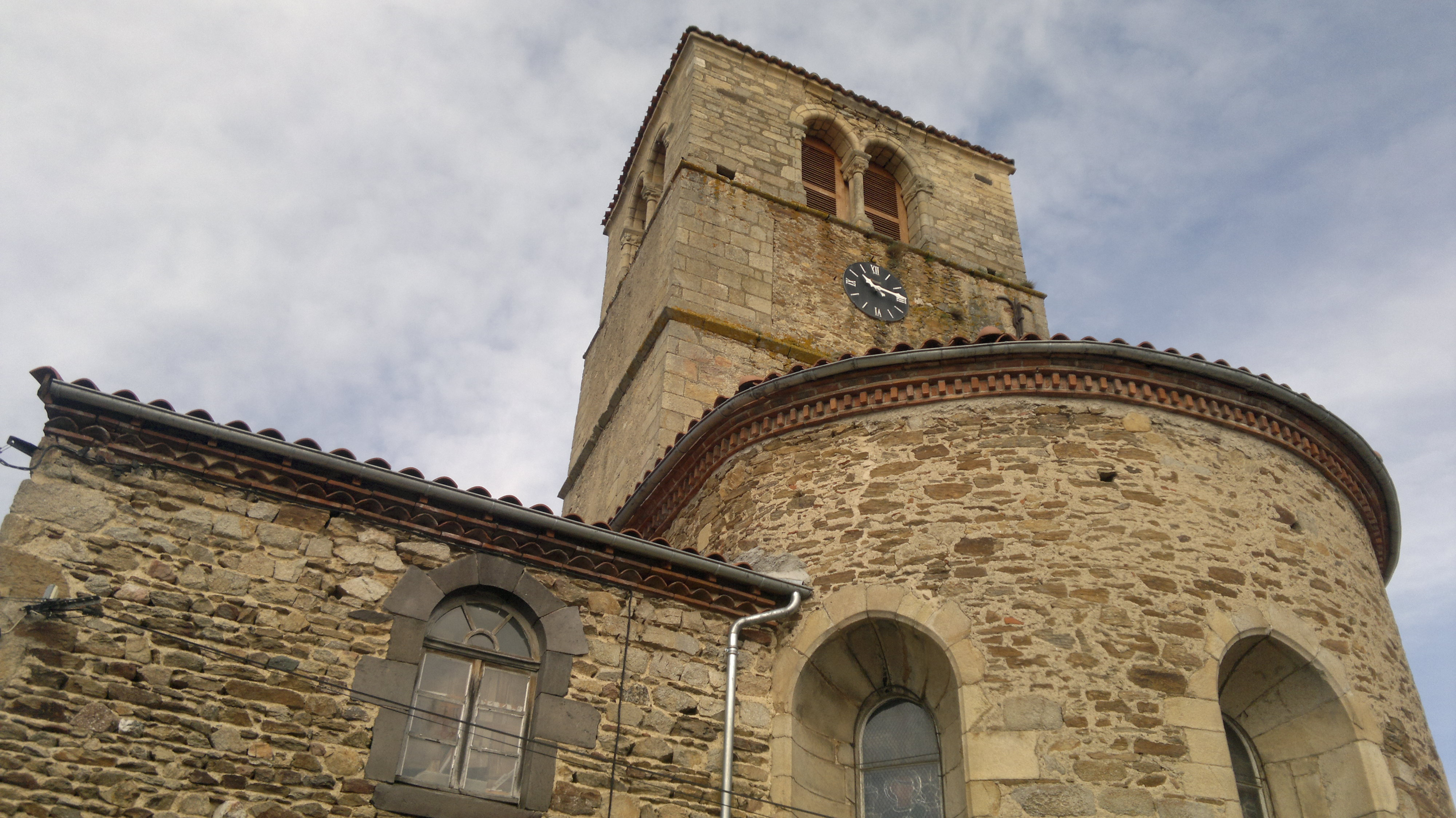
Saint-Pierre (Champagnac-le-Vieux)

## Società

### Evoluzione demografica
Abitanti censiti